# Suècia
Suècia o Esvècia (Sverige en suec ( ? i  escolteu-ne la pronunciació en suec)), oficialment el Regne de Suècia (Konungariket Sverige en suec), és un país nòrdic de la península escandinava a l'Europa septentrional. Suècia té fronteres terrestres amb Noruega a l'oest i amb Finlàndia al nord-est, i està connectat amb Dinamarca pel Pont d'Öresund al sud.
Amb 450 mil quilòmetres quadrats, Suècia és el tercer país més gran de la Unió Europea en superfície. Té una població total de 10,2 milions d'habitants (2019). Té una densitat de població de 20 habitants per quilòmetre quadrat, però eixa densitat és molt superior a la meitat meridional del país. Al voltant del 85% de la població viu en àrees urbanes. La capital de Suècia és Estocolm, la qual és també la ciutat més poblada, amb 1,3 milions d'habitants, i 2 milions a l'àrea metropolitana. Les següents ciutats més grans són Göteborg i Malmö.
Suècia és una monarquia constitucional amb un sistema parlamentari de govern i una economia altament desenvolupada. Ocupa la primera posició de l'índex de democràcia de The Economist i la setena de l'índex de desenvolupament humà de les Nacions Unides. Suècia ha estat un membre de la Unió Europea des de l'1 de gener de 1995.
Suècia va néixer com a país independent i unificat durant l'edat mitjana. Desenvolupà una administració moderna centralitzada des del regnat del rei Gustau I el segle xvi. Al segle xvii el país va estendre els seus territoris i va formar l'Imperi Suec. La majoria dels territoris conquerits fora de la península escandinava els perdé durant els segles xviii i xix. La regió oriental de Suècia, l'actual Finlàndia, va ser conquerida per Rússia el 1809. L'última guerra en què Suècia es va involucrar va ocórrer el 1814, quan Suècia va obligar Noruega a formar la unió personal amb Suècia, que va dissoldre el 1905. Des de 1814, Suècia ha estat en pau i ha adoptat una política exterior de neutralitat en temps de guerra.

## Etimologia
En suec, el nom Sverige es deriva de la frase Svea Rike que vol dir «el reialme dels suions». Rike té el mateix significat que l'alemany Reich, el noruec rike o el danès rige que signifiquen «reialme/imperi/regne».
La forma del gentilici suedès,-esa ha tingut i té cert ús en català.En català alguerès, el gentilici és esvedès, -esa.

## Geografia física

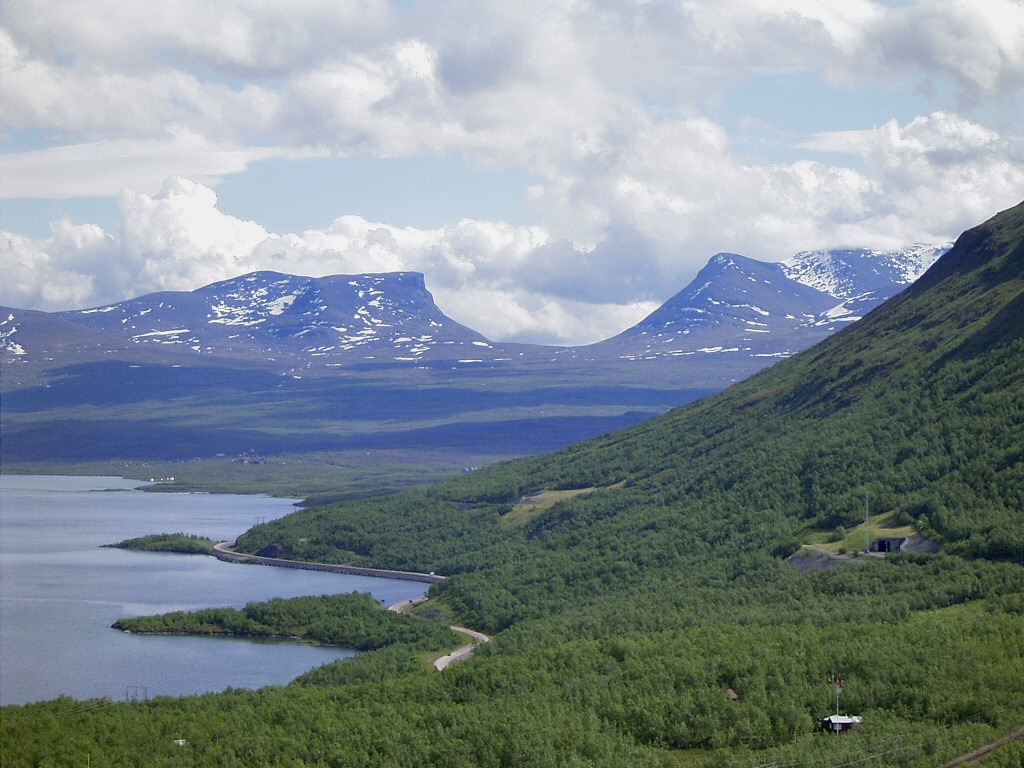
El Pas de Lapporten

Suècia és situada a l'Europa septentrional, a l'oest del mar Bàltic i el golf de Bòtnia, amb una llarga costa. Constitueix la regió occidental de la península escandinava. A l'occident del país es troben els Alps Escandinaus o les muntanyes escandinaves, (Skanderna en suec), una serralada que separa Suècia de Noruega, país amb el qual limita a l'oest. Limita al nord-est amb Finlàndia i els estrets de Skagerrak, Kattegat i Öresund al sud-est, i el mar Bàltic a l'est. Amb 449.964 quilòmetres quadrats, Suècia és el 55è país més extens del món, el cinquè més gran d'Europa i el més gran de l'Europa septentrional. La superfície terrestre és lleugerament superior a l'estat nord-americà de Califòrnia.
A Suècia es poden distingir tres grans regions geogràfiques i històriques:
- el Norrland o «Terra del Nord» un conjunt d'altiplans i planes que acaben al golf de Bòtnia;
- el centre o Svealand o «Terra dels suions» una regió de grans llacs formada per una sèrie de planes que baixa altitud;
- Götaland o «Terra dels Gots», formada per Småland —un país majoritàriament de planes— i Escània, l'extrem meridional de Suècia.

A més, es pot distingir una quarta regió morfològica, el nord-est, una zona muntanyosa, que forma part de les muntanyes escandinaves, integrada per plataformes tallades per valls paral·leles i on es troben les màximes altituds de Suècia.
El punt més baix de Suècia és la badia del Llac Hammarsjön, prop de Kristianstad amb -2.41 m; el punt més elevat és Kebnekaise amb 2.111 m d'altitud.
El nord del país és travessat pel cercle polar àrtic, on s'experimenta el sol de mitjanit, que pel fet de la inclinació de l'eix de la terra no s'acaba de pondre, durant una temporada entre la primavera i l'estiu (el fet es fa més evident i durable més al nord). La costa oest del mar del Nord té un clima més temperat a causa del corrent del Golf; en canvi la costa bàltica és força més freda i de clima més continental.

## Política i govern
Suècia és una monarquia constitucional en què el rei Carles XVI Gustau és el cap d'Estat, però el poder reial ha estat, des de fa molt temps, limitat a les funcions cerimonials. La constitució actual data de 1975, la qual va reemplaçar la constitució de 1809, va eliminar els últims vestigis del poder monàrquic; el rei, tot i ser el cap d'Estat, només té funcions cerimonials, però ja no és pas el comandant de les forces armades i ja no presideix les reunions del gabinet.

### Estructura de govern
Constitucionalment, el Riksdag (el Parlament) té l'autoritat suprema de la Suècia moderna. El Riksdag té la responsabilitat d'elegir el primer ministre el qual, al seu torn, designa el govern, és a dir, els ministres. El poder legislatiu és, per tant, compartit entre el parlament i el govern encapçalat pel primer ministre. El poder executiu és ostentat pel govern; la judicatura és independent. Les lleis poden ser proposades pel gabinet o pels membres del parlament. Els membres del parlament són elegits segons el mètode de la representació proporcional per un mandat de quatre anys. Suècia té quatre texts legals: la constitució, l'Acta de la successió reial, l'Acta de la llibertat de premsa i la Llei fonamental sobre la Llibertat d'Expressió.
La Cort Suprema de Suècia és la tercera i última instància per a tots els casos civils i criminals. El dret d'apel·lació d'un cas per presentar-lo a la Cort Suprema ha de ser atorgat i llevat d'algunes excepcions, només s'atorga en els casos en què hi ha interès per deixar un precedent. La Suprema Cort està integrada per 16 consellers de justícia o justitieråd els quals són designats pel govern, però la cort, com a institució, és independent del Riksdag, i el govern no pot interferir en les decisions de la cort.

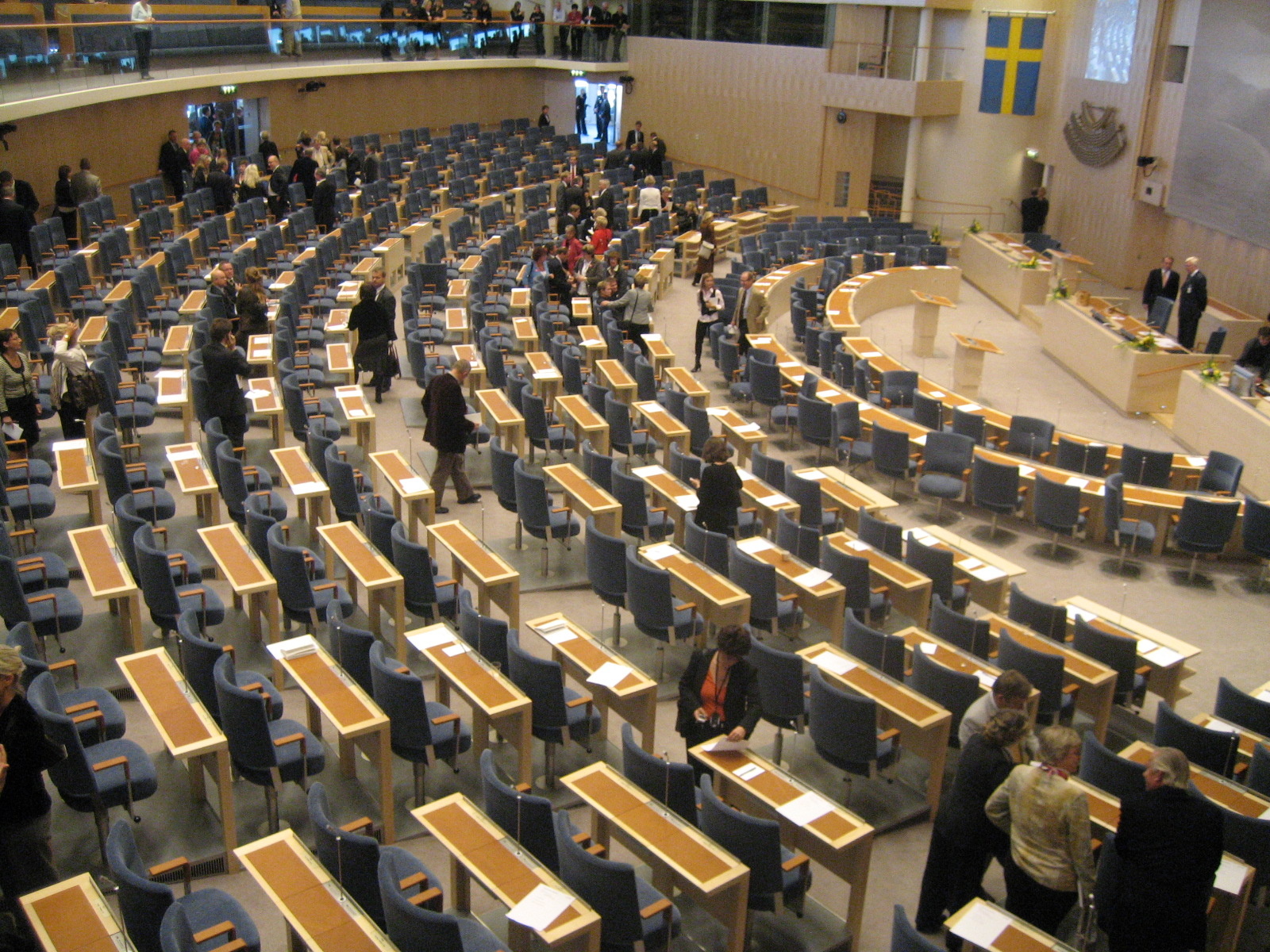
El Riksdag

El Partit Socialdemòcrata Suec ha tingut un paper dominant des de 1917, després que els reformistes haguessin conformat llur força i que els revolucionaris abandonessin el partit. Després de 1932 els gabinets han estat dominats pels socialdemòcrates. Només en cinc eleccions (1976, 1979, 1991, 2006 i 2010) el bloc de centredreta ha aconseguit prou escons per al parlament per formar el govern. La participació en les eleccions a Suècia sempre ha estat alta en comparació amb altres estats, tot i que ha declinat en les últimes dècades; en les últimes eleccions (2014) la participació va ser del 85,81%.
L'aplicació de la llei és portada a terme per diverses entitats governamentals. El Servei Policial de Suècia és una agència de govern encarregada de l'organització de la policia. La Força Operativa Nacional, és una unitat del Departament d'Investigació Criminal Nacional. Les responsabilitats del Servei de Seguretat Suec són el contraespionatge, les activitats antiterroristes, la protecció de la constitució i la protecció del poble i dels objectes sensibles.

### Comtats i municipis
Suècia és un estat unitari, actualment dividit en vint-i-un comtats (en suec län), cadascun dels quals compta una Junta Administrativa Comtal o länsstyrelse, designat pel govern suec. A cada comtat també hi ha un Consell o landsting, electe directament pel poble.
Els comtats foren instituïts el 1634 arran d'una iniciativa del canceller Axel Oxenstierna, que pretenia bastir una administració moderna. Si bé estaven inspirats en les províncies d'una divisió preexistent, llurs fronteres no hi coincideixen plenament.
| - AB: Estocolm - AC: Västerbotten - BD: Norrbotten - C: Uppsala - D: Södermanland - E: Östergötland - F: Jönköping - G: Kronoberg - H: Kalmar - I: Gotland - K: Blekinge - M: Skåne - N: Halland - O: Västra Götaland - S: Värmland - T: Örebro - U: Västmanland - W: Dalarna - X: Gävleborg - Y: Västernorrland - Z: Jämtland | Counties of Sweden |

Cada comtat, al seu torn, se subdivideix en diversos municipis o kommuner; en total, n'hi havia 290 el 2004. El govern municipal de Suècia és similar al d'una alcaldia. Una assemblea municipal legislativa o koommunfullmäktige d'entre de 31 i 101 membres (sempre un nombre senar) és elegida per representació proporcional amb llistes de partit cada quatre anys en eleccions concurrents amb les eleccions parlamentàries nacionals.
Els municipis també se subdivideixen en un total de 2.512 parròquies o församlingar. Aquestes han estat tradicionalment subdivisions de l'Església de Suècia, però encara són importants com a districtes per als censos i eles eleccions.
També hi ha divisions històriques, com ara les vint-i-cinc províncies i les tres regions que encara tenen un significat cultural important.

## Economia

### Indicadors econòmics

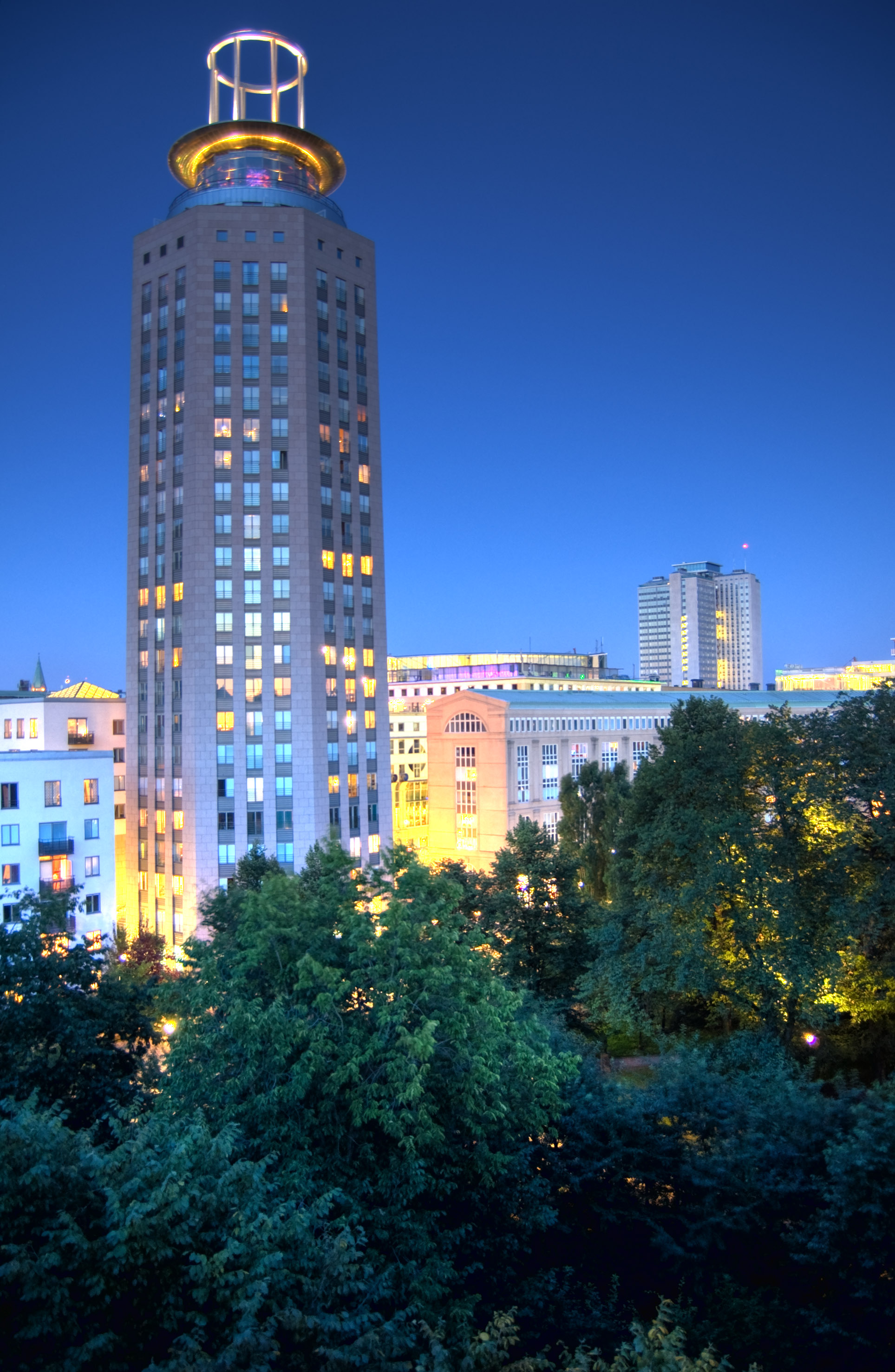
Estocolm

Suècia és una economia de mercat orientada a les exportacions, regulada per l'Estat, amb un sistema de distribució modern, amb comunicacions internes i externes molt desenvolupades i una força laboral capacitada. La fusta, l'energia hidràulica i el ferro són els recursos bàsics d'una economia altament orientada al comerç internacional. El sector de l'enginyeria representa el 50% de la producció i les exportacions. Les telecomunicacions, la indústria de l'automòbil i la indústria farmacèutica també són importants. L'agricultura representa només el 2% del Producte interior brut i de l'ocupació.
Al final de 2007 les vint companyies més grans registrades a Suècia eren Volvo, Ericsson, Vattenfall, Skanska, Sony Ericsson Mobile Communications AB, Svenska Cellulosa Aktiebolaget, Electrolux, Volvo Personvagnar, TeliaSonera, Sandvik Scania, ICA AB, Hennes & Mauritz, Nordea, Preem, Atlas Copco, Securitas, Nordstjernan i SKF. La indústria sueca està predominantment controlada pel sector privat, a diferència d'altres economies occidentals industrialitzades com ara Àustria i Itàlia.
Al voltant de 4,5 milions de residents suecs treballen, dels quals, un terç han obtingut educació terciària. El PIB per hora treballada és el novè més elevat del món, amb 31 dòlars, comparat amb 22 dòlars a Espanya o 35 als Estats Units. Segons l'OCDE, la liberalització, la globalització i el sector tecnològic han estat claus en la productivitat. El PIB per hora treballada està creixent 2,5% a l'any per a tota l'economia. Suècia és líder mundial en les pensions privatitzades i els problemes de pensions són relativament petits en comparació amb altres països de l'Europa occidental. El nivell d'impostos, que el 2007 era del 51,5% del PIB, tot i estar disminuint, encara és gairebé el doble dels Estats Units o Irlanda. Els funcionaris públics de l'Estat i els municipis representen un terç de la força laboral de Suècia, molt superior al d'altres països. En total, el PIB ha crescut ràpidament gràcies a les reformes de la dècada de 1990, especialment en la manufactura.
L'índex de competitivitat del Fòrum Econòmic Mundial del 2008 posiciona Suècia en el quart lloc com a país més competitiu del món. Suècia ocupa, a més, la 27a posició de l'Índex de Llibertat Econòmica del 2008, d'un total de 162 països, o la 14a de 41 països europeus.
Els suecs van rebutjar l'euro per vot popular i Suècia encara conserva la seva pròpia moneda la corona sueca (SEK). El Riksbank suec, fundat el 1668, un dels bancs més antics del món, està enfocant els seus esforços per a estabilitzar els preus amb una inflació al voltant del 2%. Segons l'OCDE, la inflació mitjana de Suècia ha estat una de les més baixes d'Europa des de mitjans la dècada de 1990, a causa, especialment, de la liberalització i l'aprofitament de la globalització.

### Infraestructura

#### Energia
El 2006, d'una producció d'electricitat total de 139 TWh, les plantes hidroelèctriques van produir-ne 61 TWh (44%) i les plantes nuclears van produir-ne 65 TWh (47%). L'ús de biocombustibles van produir 13 TWh (9%) de l'electricitat, i les plantes eòliques van produir-ne 1 TWh (1%). Suècia és un importador net d'energia, amb 6 TWh en total. La crisi del petroli de 1973 va enfortir el compromís suec a disminuir la dependència en els combustibles fòssils importants. Des d'aleshores, l'electricitat es genera, principalment, en plantes hidroelèctriques o nuclears. L'ús de l'energia nuclear ha estat limitat. Entre altres raons, l'accident de l'Estació de Generació Nuclear de l'Illa Three Mile als Estats Units va fer que el parlament suec en prohibís la construcció de noves plantes. Els polítics han proposat l'eliminació progressiva de l'ús del petroli a Suècia, així com de l'energia nuclear i, per contra, fer inversions multimilionàries en energia renovable i eficiència energètica.

#### Transport

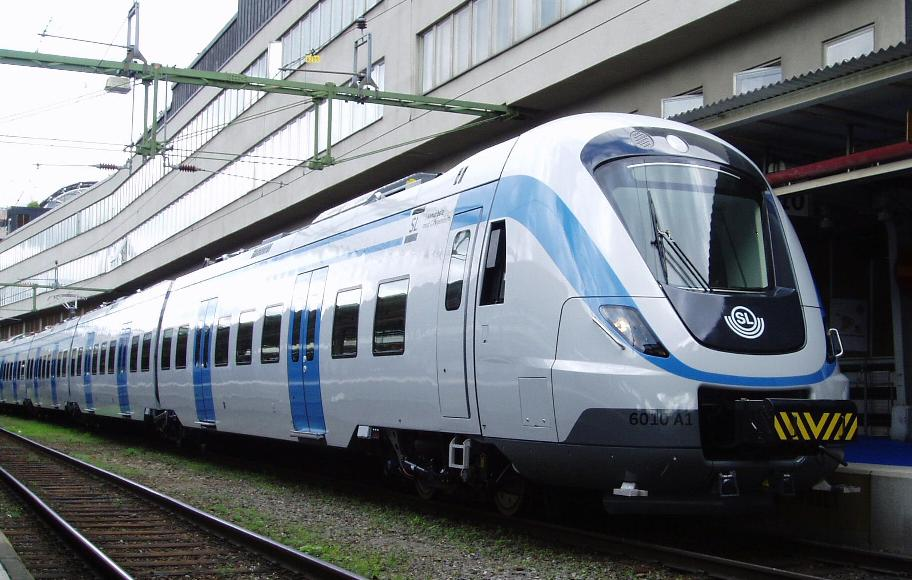
Tren de rodalia de l'àrea metropolitana d'Estocolm

Suècia té 162.707 km de carreteres pavimentades i 1.428 d'autopistes. Les autopistes connecten Suècia amb Dinamarca; des del Pont d'Öresund a Estocolm, Göteborg, Uppsala i Uddevalla. Aquesta xarxa d'autopistes encara està en construcció. El sistema de tràfic a Suècia era per l'esquerra, com a Anglaterra, des de 1736. La població rebutjà el canvi al tràfic per la dreta el 1955, però el parlament aprovà el canvi el 1963, el qual es va efectuar el 1967.
El transport ferroviari està privatitzat, però tot i que hi ha moltes empreses privades, molts operadors encara pertanyen a l'Estat o als municipis. Els aeroports més gran són l'Aeroport d'Estocolm-Arlanda (amb 17,91 milions de passatgers el 2007), localitzat a 40 km al nord d'Estocolm, i l'Aeroport d'Estocolm-Skavsta (amb 2 milions de passatgers). Dues de les companyies portuàries més grans d'Escandinàvia localitzats a Suècia són el Port de Göteborg i el transnacional Port Copenhaguen-Malmö.

## Geografia humana

### Població

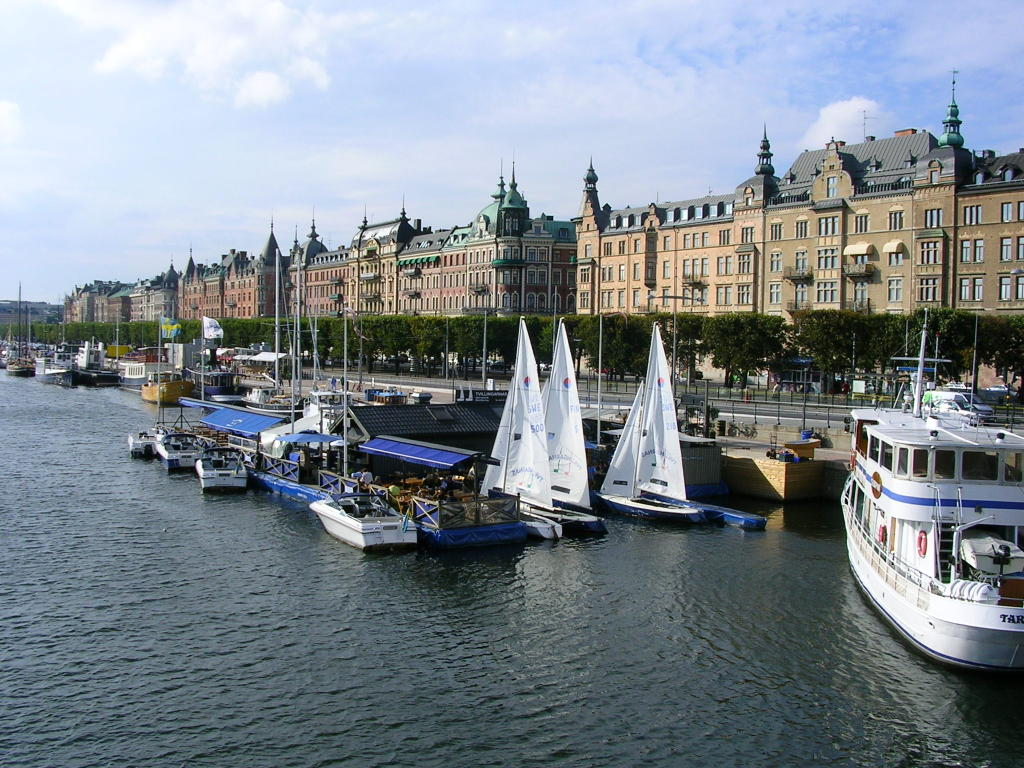
Port d'Estocolm

El 2008, la població estimada de Suècia era de 9.234.209. La densitat de població és de 20 persones per quilòmetre quadrat, i és molt superior al sud que no pas al nord. Al voltant del 85% de la població viu en àrees urbanes. La capital, Estocolm, té una població de 800.000 habitants, amb 1,3 de la seva àrea urbana, i 2 milions a la seva àrea metropolitana. El 2007, el 13,4% de la població d'aleshores (1,23 milions) van néixer a l'estranger. Això és a causa de la migració internòrdica, de la immigració laboral en períodes anteriors, i dècades posteriors en rebre refugiats i familiars dels immigrants anteriors. Suècia s'ha transformat d'una nació d'emigració en acabar la Primera Guerra Mundial en una nació d'immigració a partir de la Segona Guerra Mundial. El 2007, la immigració va arribar al seu nivell màxim des que es tenen registres, amb 99.485 persones que hi van arribar. Els grups d'immigrants més grans que viuen a Suècia des del 2007 provenen de Finlàndia, de l'antiga Iugoslàvia, l'Iraq, Polònia, Iran, Dinamarca, Alemanya, Noruega, Turquia, Xile, Líban, Tailàndia, Somàlia i la Xina.
La immigració dels països nòrdics va arribar a un màxim de més de 40.000 per any entre 1969 i 1970, quan les regles introduïdes el 1967 van fer més difícil que els immigrants fora de la regió nòrdica s'hi establissin. La immigració dels refugiats i llurs familiars de fora de la regió nòrdica s'han incrementat dràsticament des de la fi de la dècada de 1980, i molts dels immigrants provenen d'Àsia i Amèrica. Durant la dècada de 1990 una onada d'immigrants important va arribar de l'antiga Iugoslàvia i l'Orient Mitjà.
El flux migratori va arribar al punt d'inflexió el 2015, quan l'arribada de refugiats que fugien de les guerres de Síria, l'Iraq i l'Afganistan va fer que el nombre d'emigrants al país nòrdic creixés exponencialment, però la immigració a Suècia es sosté a través de subsidis i no per l'ocupació i l'empoderament de la nova població, amb la marginació de la segona generació i convertint Suècia en el segon país d'Europa amb més morts per arma per cada 100.000 habitants, portant a la intervenció de l'exèrcit als carrers i donant pas a l'exponencial creixement del partit radical populista de dreta Demòcrates de Suècia.

### Llengua
La llengua principal de Suècia és el suec, una llengua escandinava, relacionada i molt similar al danès i el noruec, però diferent en la pronunciació i l'ortografia. Per als noruecs no és difícil entendre el suec; els danesos també l'entenen, però amb més dificultat que no pas els noruecs. Tot i que el suec és la llengua dominant, no és pas la llengua oficial. Els finesos suecs són la segona minoria lingüística i representen el 3% de la població sueca, i el finès és reconegut com a llengua minoritària. Quatre altres llengües minoritàries també són reconegudes (Meänkieli, sami, romaní i el jiddisch). El parlament va votar una proposta per a fer del suec la llengua oficial, però no va reeixir.
En diversos graus, la majoria dels suecs, especialment els nascuts després de la Segona Guerra Mundial, entenen i parlen l'anglès, gràcies als enllaços comercials, la popularitat dels viatges a l'estranger i la influència angloamericana. L'anglès ha estat una assignatura obligatòria per als estudiants de l'escola secundària en les ciències naturals des de 1849, i ha estat una assignatura obligatòria per a tots els estudiants suecs des de la fi de la dècada de 1940.

### Religió

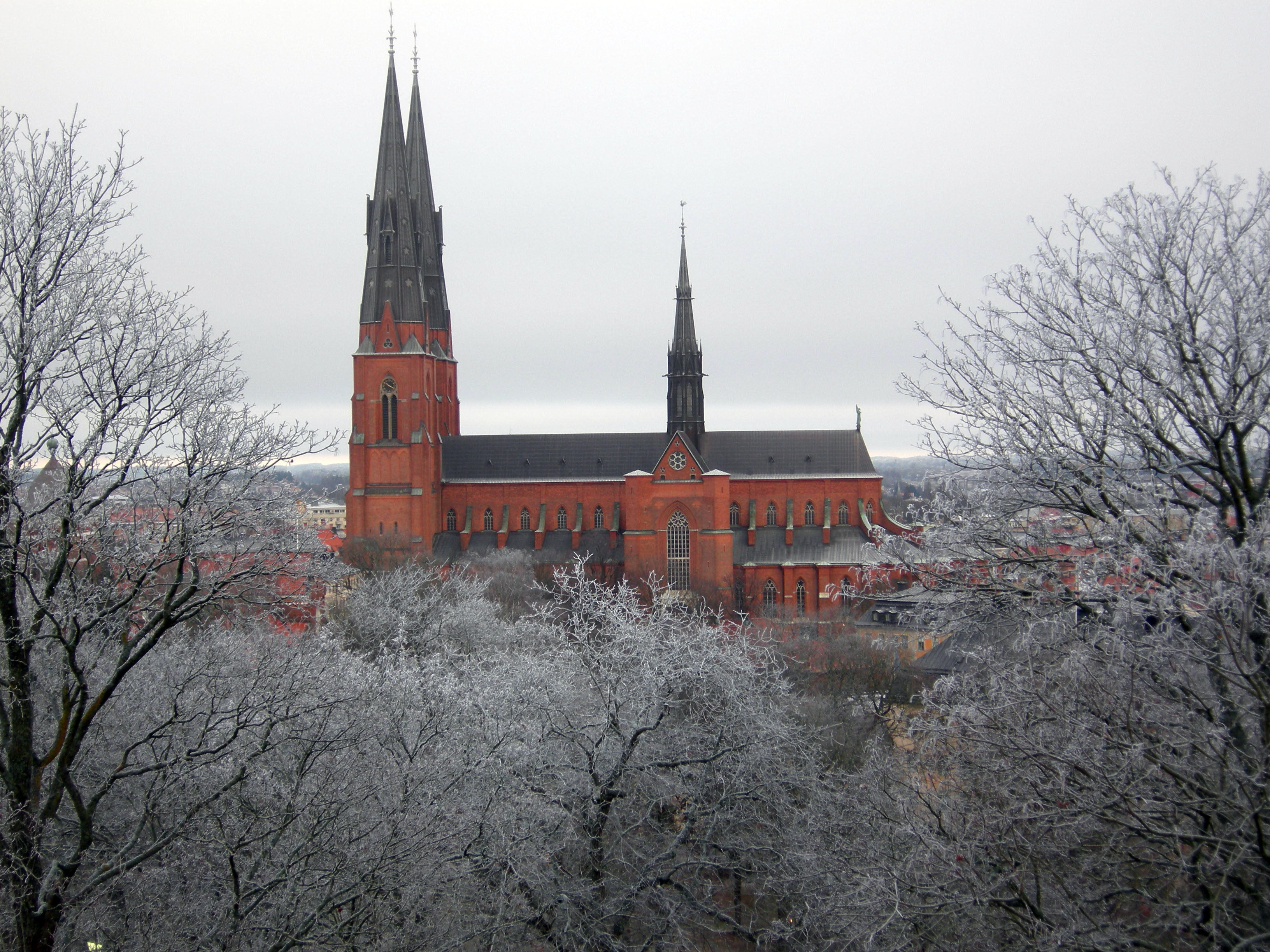
Catedral d'Uppsala

Abans del segle xi, els suecs practicaven el paganisme nòrdic, adorant els Aesir, deus del panteó nòrdic, el temple principal del qual era el Temple d'Uppsala. Amb l'evangelització cristiana del segle xi, les lleis del país van ser canviades en prohibir l'adoració a cap altra deïtat fins al segle xix.
Després de la Reforma Protestant del segle xvi, es va efectuar un canvi promogut principalment per l'associat de Martí Luter, Olaus Petri, separant l'Estat de l'Església i abolint l'autoritat dels bisbes catòlics, permetent que el luteranisme hi prevalgués. Aquest procés es va completar en el Sínode d'Uppsala de 1593. Després de la Reforma, en un període conegut com l'Ortodòxia Luterana, petits grups de no luterans, especialment neerlandesos calvinistes, moraus i valones o hugonots francesos de Bèlgica van tenir un paper significatiu en el comerç i la indústria i van ser tolerats. Els samis originalment practicaven un tipus de xamanisme, però van ser convertits al luteranisme pels missioners suecs els segles xvii i XVIII.
No va ser sinó fins a la liberalització del final del segle xvii que els practicants d'altres religions incloent-hi el judaisme i el catolicisme van poder viure i treballar obertament a Suècia. Fins al 1860 era il·legal que els suecs luterans es convertissin a cap altra religió. En el segle xix van arribar diverses esglésies lliures i evangèliques i, a la fi del segle xix, es va estendre la secularitat. Abandonar l'Església de Suècia va ser legal després de la llei del dissident de 1860, però només amb la condició d'adherir-se a una altra denominació. El dret de no pertànyer a cap denominació religiosa es va establir en la Llei de la Llibertat de Religió de 1951.
En l'actualitat al voltant del 75% dels suecs pertanyen a l'Església de Suècia (luterana), però el nombre ha estat disminuint aproximadament un 1% per any, i l'assistència a l'església és molt baixa. Prop de 275.000 suecs són membres de diverses esglésies lliures (on l'assistència és molt major) i, a més, la immigració ha portat 92.000 catòlics i 100.000 ortodoxos, així com un nombre important de musulmans.

## Cultura i lleure
Fins al segle xix, i a causa de l'aïllament i la pobresa relativa aleshores, Suècia va tenir un paper molt limitat en la vida artística europea. A causa de la industrialització tardana, els suecs van preservar l'artesania i mantenen estàndards estètics elevats en el disseny industrial, fins i tot dels productes de producció massiva. A partir de l'última meitat del segle xix, Suècia va convertir-se en un país influent culturalment en l'àmbit internacional.
Suècia té autors de reconeixement mundial, com ara August Strindberg, Astrid Lindgren i els guardonats amb el Premi Nobel, Selma Lagerlöf i Harry Martinson. En total, set autors suecs han estat guardonats amb un Premi Nobel en literatura. Els artistes més suecs més coneguts són els pintors Carl Larsson i Anders Zorn, i els escultors Tobias Sergel i Carl Milles. La cultura sueca del segle xx és, a més, reconeguda com a pionera en els primers anys del cine, amb obres de Mauritz Stiller i Victor Sjöström. Posteriorment, els films d'Ingmar Bergman han estat reconeguts internacionalment.

### Música

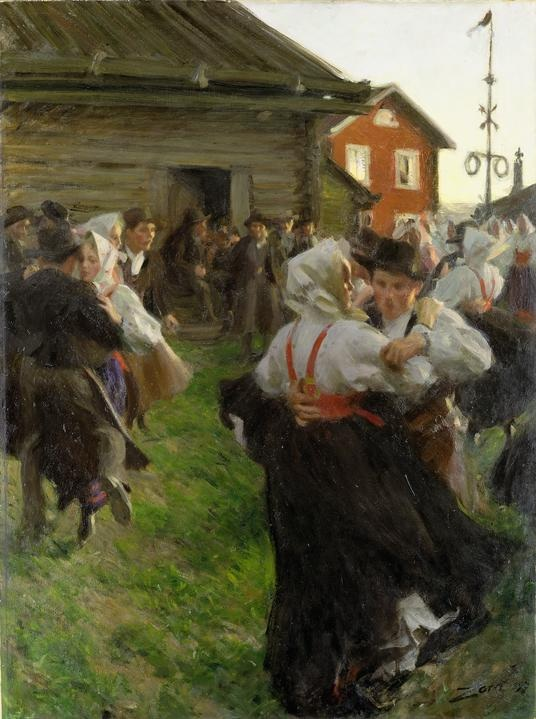
Nit del mig de l'estiu d'Anders Zorn

Suècia té una rica tradició musical, des de les balades folklòriques medievals a la música contemporània. La música del nòrdic precristià s'ha perdut en la història, tot i que se n'han fet recreacions basades en els instruments trobats en ruïnes arqueològiques dels vikings. Els instruments utilitzats eren la lur (un tipus de trompeta), instruments d'una corda, flautes de fusta i percussions.
La música folklòrica sueca té interpretacions tradicionals així com modernes; aquestes últimes incorporen elements de rock i jazz. Vässen és un dels grups més tradicionalistes en fer ús d'un instrument únic tradicional suec conegut com la nyckelharpa; per contra Garmarna, Nordman i Hedningarna incorporen elements més moderns. La música sami, coneguda com a joik, és un tipus de cant, element de l'espiritualitat animista. La contribució més important de Suècia en la música ha estat, de fet, en el càntic. Els corals, principalment organitzats per l'Església, encara són una activitat social molt popular. Aquesta tradició cultural s'ha derivat, en part, de la importància cultural dels cants folklòrics. De fet, de la població de 9,2 milions, s'estima que entre 500.000 i 600.000 persones canten en cors.
Suècia és el tercer exportador de música més gran del món, amb més de 800 milions de dòlars de renda, només superat pels Estats Units i el Regne Unit. ABBA va ser una de les primeres bandes populars sueques amb reconeixement internacional, i encara és una de les que més vendes té a nivell mundial. Hi ha moltes més bandes de reconeixement internacional com ara Roxette, Ace of Base, Europe, The Cardigans i més recentment, Mando Diao, Peter, Björn and John i Sahara Hotnights, així com cantants com Melissa Horn o Lars Winnerbäck.
L'himne nacional suec Kungssången el va compondre a meitat del segle xix el compositor de Karlstorp, Otto Lindblad.

### Literatura
El primer text literari de Suècia és el Rök Runestone esculpit durant l'era dels vikings cap al 800 dC. Amb la conversió al cristianisme, al voltant del 1100 dC, Suècia va entrar a l'edat mitjana, i els escriptors dels monestirs van preferir fer ús del llatí, per la qual cosa hi ha pocs texts de suec antic d'aquest període. La literatura sueca va florir quan la llengua sueca es va estandarditzar el segle xvi, estandardització deguda, en gran part, a la traducció de la Bíblia el 1541, coneguda com la Bíblia de Gustav Vasa.
Amb la millora en l'educació i la llibertat secular, durant el segle xvii diversos autors importants van desenvolupar la llengua sueca. Algunes figures prominents dels següents dos segles van ser Georg Stiernhielm, el primer a escriure poesia clàssica en suec; Johan Henric Kellgren, el primer a escriure prosa en un suec fluid; Carl Michael Bellman, el primer escriptor de balades burlesques, i August Strindberg, un escriptor sociorealístic i dramaturg de fama internacional. Al segle xx va continuar produint autors importants com ara Selma Lagerlöf, Verner von Heidenstam i Pär Lagerkvist.

#### Alguns autors suecs en suec
- Dan Andersson
- Victoria Benedictsson
- Erik Gustaf Geijer
- Maria Gripe
- Verner von Heidenstam
- Eyvind Johnson
- Mari Jungstedt
- Erik Axel Karlfeldt
- Ellen Key
- Camilla Läckberg
- Pär Lagerkvist
- Selma Lagerlöf
- Åsa Larsson
- Stieg Larsson
- Henning Mankell
- Harry Martinson
- Moa Martinson
- Axel Munthe
- Alva Myrdal
- Maj Sjöwall i Per Wahlöö
- August Strindberg
- Per Wahlöö
- Jonas Jonasson

## Història

### Prehistòria

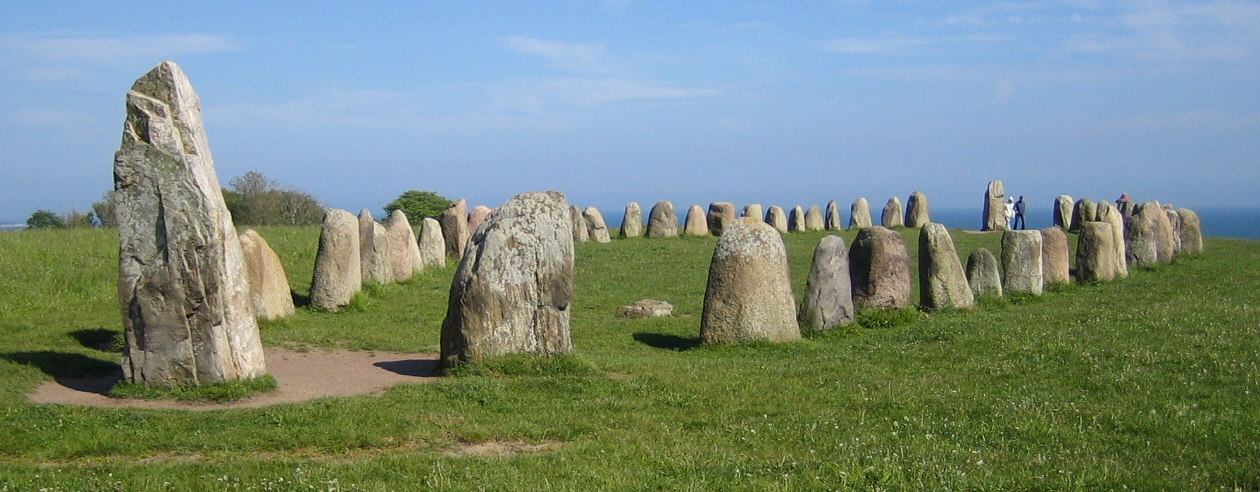
Pedres d'Ale

La prehistòria de Suècia començà en el període d'escalfament de l'oscil·lació d'Allerød al voltant del 12000 aC amb l'aparició de campaments de caçadors de rens de la cultura Bromme al sud de la regió més meridional del país. Aquest període es caracteritzà per la presència de petites bandes de caçadors, recol·lectors i pescadors que feien ús d'eines de pedra. L'agricultura i la domesticació d'animals, l'enterrament monumental, l'ús de destrals de pedra, i la terrisseria decorada són tècniques que arribaren del sud amb la cultura Funnelbeaker al voltant del 4000 aC. La regió meridional de Suècia era perifèrica al centre cultural danès durant l'Era de bronze nòrdica. No hi hagué mineria de coure i com que Escandinàvia no posseeix dipòsits d'estany, tots els metalls havien de ser-hi importants, els quals eren fosos en dissenys predeterminats en arribar-hi.
Els suecs entraren a la protohistòria en el llibre Germania de Tàcit el 98 dC, on l'autor esmenta als suions o svear, una tribu poderosa que es «distingeix no només per les seves armes i homes ans també per les seves flotes poderoses» amb vaixells amb proes a ambdós extrems. No se sap quins reis (kuningaz) governaren els suions, però la mitologia nòrdica inclou una llarga línia llegendària i semillegendària de reis que daten dels últims segles abans de Crist. Quant a l'escriptura, s'inventà l'alfabet rúnic el segle ii, però només n'ha sobreviscut en algunes inscripcions en artefactes, la majoria de noms masculins, els quals, tanmateix, demostren que el poble del sud d'Escandinàvia parlava una llengua protonòrdica aleshores, ancestre del suec i de les altres llengües escandinaves. Els suions establiren un regne a les regions del Llac Mälaran al sud-est de Suècia; al mateix temps els gothar i altres pobles germànics s'establiren al sud de Suècia. No es coneixen els detalls de la història sueca abans del segle x.

### Els vikings i l'Edat mitjana

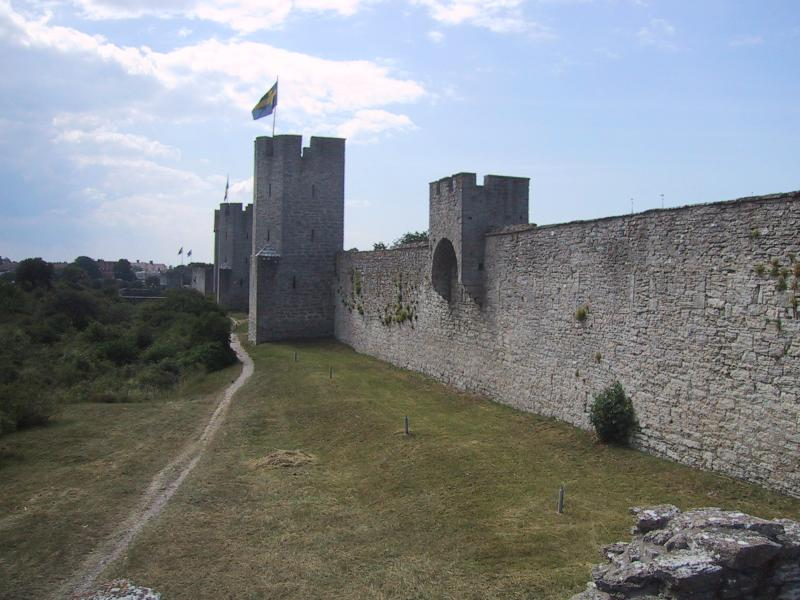
Visby, ciutat medieval de Gotland

L'era dels vikings sueca abasta els segles VIII al XI. Durant aquest període, es creu que els svear s'expandiren de l'est i incorporaren els gothar al sud. Els vikings suecs viatjaren a l'est i al sud, vers Finlàndia als països bàltics, i els territoris actuals de Rússia, Belarús, Ucraïna, i el mar Negre, Anglaterra, Islàndia, Groenlàndia i fins i tot Nord-amèrica, Àfrica i Àsia.
Durant el segle ix arribaren els primers missioners cristians d'Anglaterra i del nord d'Alemanya, però no fou sinó fins al segle xii que el cristianisme finalment reemplaçà l'antiga adoració a Odin, Thor i els altres déus nòrdics. No se sap quan o com es formà el regne de Suècia, però la llista dels monarques suecs comença amb el primer rei que governà Svealand i Götaland, Eric el Victoriós. La societat sueca evolucionà durant els següents segles; es bastiren diverses ciutats, es codificaren les lleis, aparegué una classe de soldats i nobles, i el regne s'enfortí. Eric X envaí Finlàndia i convertí la població al cristianisme per la força; el territori finlandès fou subjugat completament durant els dos segles subsegüents. Aquest període es caracteritzà pel conflicte de poder intern i la competència entre els regnes nòrdics. La conquesta de Finlàndia creà conflictes amb els rus, que no tenien cap connexió amb Suècia.
En el segle xiv, Suècia fou afectada per la Pesta Negra. És en aquest període que les ciutats començaren a adquirir drets majors i a ser influïdes pels comerciants germànics de la Lliga hanseàtica, molt activa especialment a Visby. El 1319, Suècia i Noruega s'unificaren sota el regnat de Magnus Eriksson i el 1397, la reina Margarida I de Dinamarca efectuà la unió personal de Suècia, Noruega i Dinamarca mitjançant la Unió de Kalmar. Tanmateix els successors de Margareda, el govern del qual se centrava a Dinamarca, no foren capaços de controlar la noblesa sueca. El poder reial era ostentat per regents elegits pel parlament suec. Cristià I de Dinamarca, que afirmà el seu control sobre Suècia amb les armes, ordenà una massacre el 1520 a Estocolm, coneguda com el Bany de sang d'Estocolm, la qual encoratjà la resistència de la noblesa sueca. El 6 de juny (en l'actualitat la diada nacional sueca) de 1523, Gustau Vasa fou coronat rei, esdeveniment considerat com la fundació de la Suècia moderna. Poc després, Gustau rebutjà el catolicisme en favor de la Reforma Protestant. Gustau I és considerat el pare de la nació sueca.

### L'imperi suec

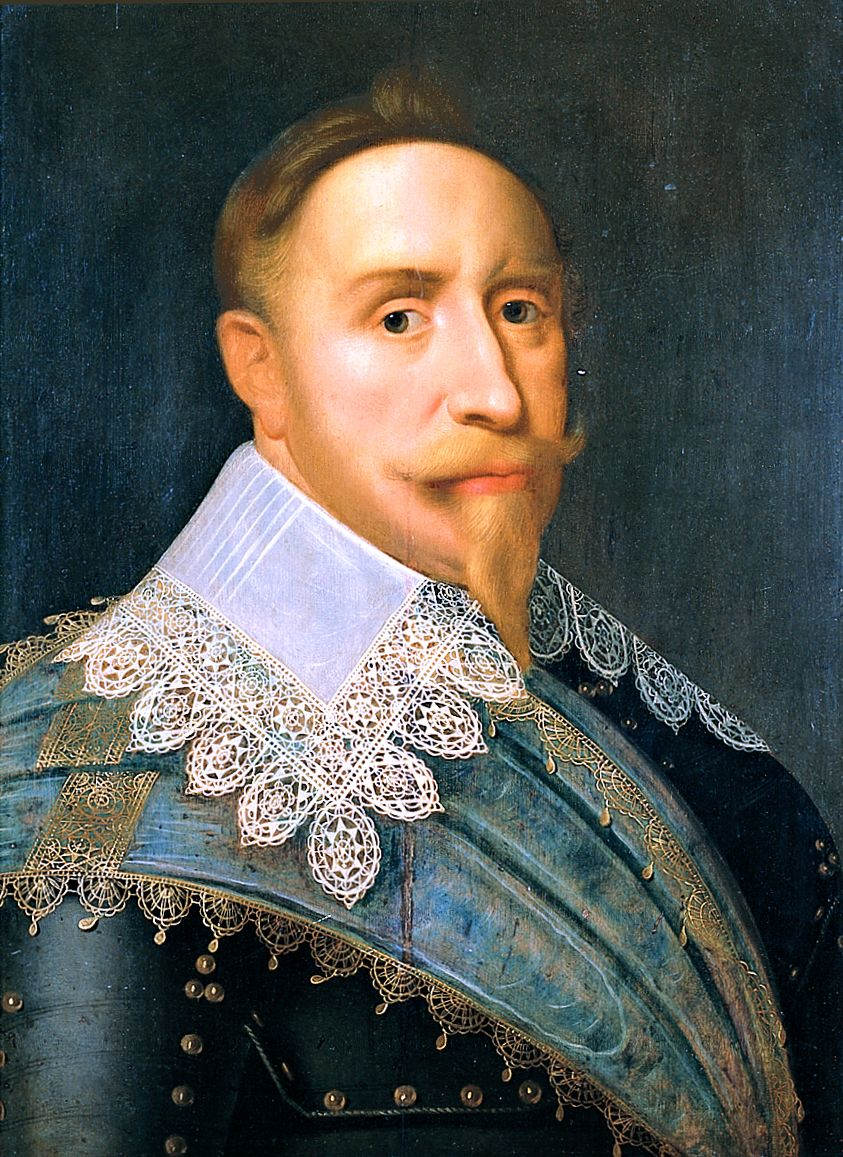
Gustau II Adolf de Suècia

Durant el segle xvii, Suècia emergí com a potència europea amb la conquesta de territoris de Rússia i Polònia-Lituània. Aquestes victòries militars feren de Suècia el líder del protestantisme fins al seu col·lapse el 1721. La guerra de Gustau II Adolf contra el Sacre Imperi Romanogermànic tingué un cost molt elevat; durant la Guerra dels Trenta Anys, un terç de la població de l'Imperi Romanogermànic morí, i l'Imperi perdé la seva posició com a nació poderosa d'Europa. Suècia conquerí aproximadament la meitat dels estats de l'imperi. Gustau Adolf planejava convertir-se en el nou emperador de l'imperi, però, no ho aconseguí en morir el 1632 en la Batalla de Lützen. Després de la Batalla de Nördlingen, l'únic desastre militar suec, el sentiment prosuec dels estats alemanys decaigué; les províncies alemanyes a poc a poc se separaren del poder de Suècia. Només romangueren com a part de l'Imperi suec tres províncies del nord d'Alemanya: Pomerània sueca, Bremen-Verden i Wismar.
El 1643, sota el regnat de Carles X, l'exèrcit suec envaí Jutlàndia i el 1644 Skåne. El 1645, en el Tractat de Brömsebro, Dinamarca cedí Halland, Gotland, les últimes regions d'Estònia, i diverses províncies de Noruega. Suècia aconseguí la seva màxima extensió territorial després del Tractat de Roskilde de 1658. Durant aquest període ocorregué el Diluvi, la invasió sueca de la Mancomunitat de Polònia-Lituània. Després de cinquanta anys de guerra constant, l'economia sueca es deteriorà. Fou la tasca del fill de Carles, Carles XI reconstruir l'economia i l'exèrcit. El legat per al seu fill, Carles XII fou un dels millors arsenals del món, i un exèrcit i una flota naval poderoses.
Després de la Batalla de Narva el 1700, una de les primeres de la Gran Guerra del Nord, l'exèrcit rus fou severament delmat, i Suècia tingué una oportunitat per envair Rússia. Tanmateix, Carles no envià l'exèrcit vers Rússia ans l'envià vers Polònia-Lituània, derrotant el rei polonès August I i els seus aliats saxons en la batalla de Kliszow el 1702. Això permeté que el tsar de Rússia rearmés i modernitzés l'exèrcit. Carles decidí envair Rússia, però els russos derrotaren els suecs en la batalla de Poltava el 1709. La derrota marcà el principi de la fi de l'Imperi suec.
Carles XII provà d'envair Noruega el 1716, però fou mort a la fortalesa de Fredriksten el 1718. Els suecs no foren derrotats militarlment a Fredriksten, però l'estructura i l'organització de la campanya contra Noruega es col·lapsa amb la mort del rei, i l'exèrcit se'n retirà. Forçats a cedir grans porcions de territori en el Tractat de Nystad el 1721, Suècia també perdé la seva posició com a imperi i potència del Mar Bàltic. Rússia emergé com a imperi aleshores i com a potència europea.
Durant el segle xviii Suècia no tingué prou recursos per a conservar els seus territoris fora d'Escandinàvia, i en perdé la majoria, culminant amb la Guerra de Finlàndia, que comportà la pèrdua dels territoris orientals, que es convertiren en el Gran Ducat de Finlàndia de la Rússia Imperial. Per tal de restablir el seu domini al Bàltic, Suècia s'alià contra el seu aliat i benefactor tradicional, França en les Guerres Napoleòniques. Després de la batalla de Leipzig obligà Dinamarca-Noruega, aliat de França, a cedir Noruega al rei de Suècia el 14 de gener de 1814 a canvi de les províncies del nord d'Alemanya, en el Tractat de Kiel. Els intents dels noruecs per mantenir el seu estatus com a estats sobirà foren rebutjats pel rei de Suècia, Carles XIII, el qual començà una campanya militar contra Noruega el 27 de juliol de 1814, la qual acabà amb la Convenció de Moss la qual obligà Noruega a entrar a la unió personal amb Suècia sota la corona sueca, que no es dissolgué sinó fins al 1905.

### Història contemporània
Entre 1750 i 1850 la població es duplicà. Segons alguns estudiosos, l'emigració massiva a Amèrica es convertí en l'única manera de prevenir la fam i la rebel·lió; més d'1% de la població emigrà anualment durant la dècada de 1880. Suècia, però, era pobre, i la seva economia era majoritàriament agrícola, mentre que Dinamarca i altres nacions de l'Europa occidental s'industrialitzaven. S'estima que entre 1850 i 1910 més d'un milió de suecs immigraren als Estats Units.
Malgrat la lenta taxa d'industrialització el segle xix, molts canvis importants ocorregueren en l'economia agrària gràcies a les innovacions i al creixement poblacional. Els canvis agrícoles començaren a tenir un paper crític en el procés polític suec. Entre 1870 i 1914, Suècia començà a desenvolupar una economia industrial. El Partit Socialdemòcrata Suec fou fundat a la fi del segle xix, així com diversos sindicats i cooperatives. Suècia evolucionà cap a una democràcia parlamentària abans de la Primera Guerra Mundial. En progressar la Revolució Industrial, s'efectuà una migració massiva cap a les ciutats per treballar a les fàbriques. S'evità una revolució socialista el 1917 i es reintroduí el parlamentarisme i la democratització.
Durant la Primera Guerra Mundial Suècia es mantingué neutral i continuà el comerç lliure amb les nacions bel·ligerants per la qual cosa els aliats aplicaren un embargo comercial, el qual afectà greument l'economia sueca. Suècia, Noruega i Dinamarca acordaren defensar llur neutralitat i protegir llurs interessos comuns. Quan la Segona Guerra Mundial semblava imminent, Suècia es preparà militarment per defensar-se. Quan aquesta començà el 1939, Suècia declarà la seva neutralitat, però les forces alemanyes capturaren Noruega i Dinamarca obligant Suècia a permetre l'entrada de tropes i subministrament pel seu territori. Tot i així, Suècia simpatitzava amb els aliats, i permeté l'entrada de més de 200.000 refugiats del govern nazi i els diplomats suecs a l'exterior salvaren molts d'hongaresos jueus en expedir passaports suecs. Suècia continuà a mantenir la seva neutralitat durant la Guerra Freda. Participà del Programa de Recuperació Europea dels Estats Units, però no s'integrà a l'Organització del Tractat de l'Atlàntic Nord de 1949.
La neutralitat i l'estabilitat política, així com la llarga hegemonia del Partit socialdemòcrata al poder propiciaren la prosperitat econòmica. El govern socialdemòcrata, des dels anys trenta fins al 1976, permeteren la implantació d'un model econòmic i social conegut com a «model suec», amb alta pressió fiscal, grans prestacions socials i un fort intervencionisme estatal. El 1975 s'aprovà una nova constitució que limità el poder del monarca només a les funcions cerimonials. Durant les següents dècades hi ha hagut alternança política. Suècia encara conserva estàndards de vida molt elevats en comparació amb la resta dels Estats europeus. Suècia ingressà a la Unió Europea el 1995.